# WCBS-TV
El Canal 2 de Nueva York, más conocida por su indicativo WCBS-TV, es una estación de televisión abierta estadounidense. Es la emisora principal de la cadena de televisión CBS. Sus estudios se encuentra ubicados en el CBS Broadcast Center en la Calle West 57th en Midtown Manhattan, mientras que su antena transmisora se encuentra en el One World Trade Center. 
Posee una emisora hermana, el Canal 55 de Riverhead (WLNY-TV), la cual también transmite desde los mismos estudios que el Canal 2.

## Historia
La historia de WCBS-TV se remonta al 31 de julio de 1931 con el inicio de transmisiones de la estación experimental W2XAO, usando el sístema de televisión electromecánica que había sido perfeccionado a fines de los años '20. Su emisión inicial tuvo la participación del entonces alcalde de la ciudad de Nueva York Jimmy Walker, la cantante Kate Smith y el pianista y compositor George Gershwin. También tuvo el honor de ser la primera estación experimental en tener programación en los siete días de la semana emitiendo cuatro horas diarias. Del mismo modo, el 8 de noviembre de 1932 la señal realizó la primera cobertura de unas elecciones presidenciales. La estación suspendió sus operaciones tras el 20 de febrero de 1933, solo para retomarlas el 3 de septiembre de 1940 con la primera emisión en colores en la historia de los Estados Unidos.
El 24 de junio de 1941 W2XAO obtuvo una licencia comercial bajo las siglas WCBW (W CBS NeW York), saliendo al aire el 1 de julio de ese año a las 2.30 de la tarde, una hora después de que la estación WNBT de la NBC, siendo WCBW la segunda estación televisiva en Norteamérica en iniciar transmisiones comercialmente. Su primer programa fue el primer informativo emitido por un canal comercial de TV. Su frecuencia asignada era 60-66 MHz, la misma ocupada por el canal 3 en la actualidad, pero entonces conocida como el canal 2. Posteriormente inició sus emisiones regulares el 29 de octubre y recibió una licencia formal el 10 de marzo de 1942. Tras la Segunda Guerra Mundial, la FCC reordenó las bandas de FM y televisión. WCBW salió de la señal del canal 3 a finales de febrero de 1946 para realinearse en la primavera de ese año en el canal 2, señal que mantuvo hasta junio de 2009, cuando cesaron las transmisiones de televisión análogas.
Tras que la FCC permitiera que las siglas de las estaciones de televisión pudieran usar el mismo nombre oficial de las estaciones de radio de las mismas ciudades con el sufijo "-TV", WCBW cambió su nombre legal a WCBS-TV el 1 de noviembre de 1946. Esto le permitió al canal reflejar sus nexos corporativos con la CBS, siendo la única estación de la red en ser fundada por la cadena de radio, estando asociada a la CBS desde sus inicios. El resto de las estaciones televisivas propiedad de la CBS fueron adquiridas entre las décadas de 1940 y 1990, perteneciendo originalmente a terceros.
El 11 de agosto de 1951, WCBS emitió el primer partido de béisbol en colores desde el estadio Ebbets Field entre los Brooklyn Dodgers y los Boston Braves. Los Braves le ganaron a los Dodgers con un resultado de 8 a 1 en esa oportunidad. Este partido fue transmitido mediante un sistema electromecánico de color. De esta forma, las emisiones no podían verse desde receptores comunes y corrientes.
En mayo de 1997, la estación adoptó el nombre CBS 2 al igual como sucedió con KCBS en Los Ángeles, California y con WBBM en Chicago, Illinois, mientras que éstas mantenían sus logos distintivos. Esta práctica terminaría siendo conocida como el "mandato Viacom" (y más tarde como el "mandato CBS").
Durante los atentados terroristas del 11 de septiembre de 2001, el canal 2 se mantuvo en el aire, al tener una antena de respaldo en el edificio del Empire State, aparte del transmisor principal ubicado en la Torre Norte del World Trade Center desde 1975. La cobertura de los eventos se transmitió simultáneamente a nivel nacional por el canal de cable VH1, tomando en cuenta que en ese entonces el conglomerado Viacom era propietario tanto de la CBS como de VH1. En las horas posteriores a los ataques WCBS fue la única señal de televisión terrestre operando en Nueva York aparte del canal 41 WXTV (estación de habla hispana afiliada a Univisión), aunque la señal también le prestó tiempo de transmisión al resto de los canales, los cuales habían perdido sus antenas en el atentado. Anteriormente, el transmisor de respaldo fue usado tras el 23 de febrero de 1993 cuando el intento de atentado al complejo urbano inhabilitó a la mayoría de las estaciones de la ciudad, con excepción de las dos mencionadas.
Entre los años 2003 y 2005, las promociones para el matutino local CBS 2 This Morning contó con la participación de títeres (caricaturizando a periodistas) basados en la producción de Broadway Avenue Q.

## Programación digital
| Canales (virtual/físico) | Programación |
| ------------------------ | ------------ |
| 2.1/33.1                 | CBS          |

WCBS tendrá una nueva antena ubicada en el edificio One World Trade Center durante el año 2013.

## Transición a la televisión digital
A las tres de la tarde del 12 de junio de 2009, WCBS-TV cesó sus transmisiones análogas. La estación ubicó su señal digital al canal 33, debido a que el canal 56 (donde originalmente se ubicaba tal señal) no fue considerado en el espectro digital, mientras que se usó el protocolo PSIP para mostrar al canal virtual de WCBS-TV como el canal 2.
WCBS fue una de las dos estaciones de la Ciudad de Nueva York en DF en emitir un programa de preparación respecto a la conversión digital en efecto, WCBS dejó de transmitir el 13 de junio de 2009 (mientras que WNBC siguió emitiendo el mencionado preparativo hasta el 26 de junio de ese mismo año, cerrando una era en la televisión de los Estados Unidos).

## Área de Prensa
Tras convertirse en WCBW en 1941, la estación empezó a transmitir dos informativos diarios. Uno a las 2.30 de la tarde y otro a las 7.30 de la noche, siendo Richard Hubbell su hombre ancla. Hubbell constantemente leía las noticias desde un guion, aparte de unas pocas fotografías relativas a las noticias en cuestión. Ambos noticieros fueron cancelados tras el inicio de la guerra en 1942, cuando las estaciones de televisión fueron obligadas a reducir sus horas de emisión. Con el retorno de la paz en 1946, se empezó a transmitir un noticiero dos veces por semana. Al principio, su hombre ancla fue Milo Boulton, quien sería reemplazado poco tiempo después por un joven Douglas Edwards, quien en 1948 pasaría a leer las noticias a nivel nacional en el informativo CBS Television News tras el inicio de transmisiones de la cadena CBS-TV
- Datos: Q3043497
- Multimedia: WCBS-TV / Q3043497